# Beňadovo
Beňadovo (slowakisch 1927–1946 „Benadovo“ – bis 1927 „Beňadov“; ungarisch Benedikó) ist eine Gemeinde im äußersten Norden der Slowakei mit 973 Einwohnern (Stand 31. Dezember 2024) und gehört zum Okres Námestovo innerhalb des Žilinský kraj.

## Geographie
Die Gemeinde befindet sich im Bergland Podbeskydská vrchovina, in einem kleinen, durch den Bach Beňadovský potok geschaffenen Talkessel, nahe der Staatsgrenze zu Polen. Das Ortszentrum liegt auf einer Höhe von 780 m n.m. und ist 20 Kilometer von Námestovo entfernt.
Nachbargemeinden sind Mútne im Norden, Oravské Veselé im Nordosten, Oravská Jasenica im Osten, Lokca im Südosten, Breza im Süden und Krušetnica im Westen.

## Geschichte
Beňadovo entstand um die Mitte des 17. Jahrhunderts durch Besiedlung von Weiden durch Hirten und Holzfäller aus Ťapešovo. Der erste Name, polanky Tyapessowske (etwa „Weiden von Ťapešovo“), weist auf die ursprüngliche Gebietszugehörigkeit hin, 1677 wurde der Name Benedikowa verzeichnet. Die neu gegründete Ortschaft gehörte zum Herrschaftsgut der Arwaburg und wurde von gewählten Richtern verwaltet. 1828 zählte man 68 Häuser und 366 Einwohner, die als Holzfäller, Landwirte und Viehhalter beschäftigt waren.
Bis 1918 gehörte der im Komitat Arwa liegende Ort zum Königreich Ungarn und kam danach zur Tschechoslowakei beziehungsweise heute Slowakei.

## Bevölkerung
| Jahr                | 1994 | 2004     | 2014     | 2024     |
| ------------------- | ---- | -------- | -------- | -------- |
| Anzahl der Personen | 655  | 730      | 810      | 973      |
| Unterschied         |      | +11,45 % | +10,95 % | +20,12 % |

| Jahr                | 2023 | 2024    |
| ------------------- | ---- | ------- |
| Anzahl der Personen | 963  | 973     |
| Unterschied         |      | +1,03 % |

Nach der Volkszählung 2011 wohnten in Beňadovo 772 Einwohner, davon 767 Slowaken. Fünf Einwohner machten keine Angabe zur Ethnie.
764 Einwohner bekannten sich zur römisch-katholischen Kirche. Ein Einwohner bekannte sich zu einer anderen Konfession und bei sieben Einwohnern wurde die Konfession nicht ermittelt.

## Bauwerke und Denkmäler
- alleinstehender Glockenturm aus dem Jahr 1765 südlich des Ortes